# Waterwegen en Zeekanaal
Waterwegen en Zeekanaal NV was een extern verzelfstandigd agentschap van de Vlaamse overheid, bevoegd voor het beheer van de waterwegen in centraal en westelijk Vlaanderen.

## Fusies
De structuur van de naamloze vennootschap van publiek recht Waterwegen en Zeekanaal ontstond op 1 januari 2005, als fusie van de vroegere NV Zeekanaal en Watergebonden Grondbeheer Vlaanderen en de administratie Waterwegen en Zeewezen van het Ministerie van de Vlaamse Gemeenschap.
In uitvoering van het Vlaams regeerakkoord van 2014 (regering-Bourgeois) is de n.v. Waterwegen en Zeekanaal op 1 januari 2018 opgegaan in het nieuwe agentschap De Vlaamse Waterweg.

## Afdelingen
Het werkgebied van Waterwegen en Zeekanaal NV bestreek het centrale en westelijke deel van Vlaanderen. Praktisch was dit werkgebied onderverdeeld in drie regionale afdelingen: 
- de afdeling Bovenschelde, die onder meer het bekken van de IJzer, de Bovenschelde en de Leie beheerde
- de afdeling Zeekanaal, die het zeekanaal Brussel-Schelde, het kanaal naar Charleroi, het kanaal Leuven-Dijle, het Netekanaal en de Boven-Zenne beheerde
- de afdeling Zeeschelde, die het Zeescheldebekken beheert en tevens de uitvoering van het Geactualiseerde Sigmaplan coördineerde.

Algemene directie, administratie en beleid waren georganiseerd in aparte, centrale afdelingen die verspreid zaten over Brussel en Willebroek.  De maatschappelijke zetel bevond zich in Willebroek.
De kust, de maritieme toegangen en de havens werden beheerd door aparte organisaties, net als het Albertkanaal en de Kempische kanalen, die werden beheerd door de nv De Scheepvaart.

## Voorzitters van de raad van bestuur
Liberaal politicus Valère Vautmans (1943-2007) was de voorzitter van de raad van bestuur tot aan zijn overlijden op 17 maart 2007. Van 2007 tot 2015 was dit CD&V-politicus Albert Absillis en vanaf januari 2015 was dit CD&V-politicus Tom Dehaene (° 1969).

## Eigendommen
Waterwegen en Zeekanaal was onder andere eigenaar van het Bos van Aa.